# Omar Jazouli
Omar Jazouli, né le 29 juin 1940 et mort le 31 juillet 2021, est un homme politique marocain.

## Biographie
Député en 1977, Omar Jazouli a été président de l'Association des élus locaux de l'Union constitutionnelle (UC) en 2001. Il est devenu maire de Marrakech en 2003. Sous son mandat, Marrakech connaît un essor touristique considérable. La municipalité rénove le système d'égouts de la médina et facilite les opérations d'acquisition et de rénovation des riads touristiques par des étrangers. Il autorise la démolition du marché de Guéliz et la construction en lieu et place du Carré Eden. Sous son mandat enfin, une station d'épuration est créée dans le secteur du Sidi Ghanem et les anciennes zones d'épandage d'El Azzouzia sont asséchées, ouvrant la voie à l'aménagement du nouveau quartier.
Père de trois enfants issus de trois mariages. Sa dernière est de 42 ans sa cadette et elle est connue comme celle qui a précipité sa chute.
Embourbé dans plusieurs affaires judiciaires en intentant des procès à sa propre sœur et à son propre fils, il a fini par perdre l'estime d'une grande partie des marrakchis.
Il a été maire de la ville pendant six ans jusqu'à sa défaite par Fatima-Zahra Mansouri par 35 voix contre 54 lors d'un vote du conseil municipal en juin 2009.

## Scandale
Le rapport annuel de 2010 de la Cour de comptes a constaté une exagération des dépenses réservées à l'hébergement, restauration et réception dans les différentes rubriques budgétaires du chapitre «administration générale». Le montant annuel de ces dépenses à dépassé un million de dirhams.
Le 29 décembre 2016, la Cour d'appel de Marrakech l'a reconnu coupable de détournement de fonds, accusé d'autres délits et l'a condamné à un an de prison avec sursis et à une amende de 20000 dirhams,.
Il est poursuivi et trois autres cadres du conseil communal de la ville de Marrakech pour dilapidation de fonds publics, falsification de documents officiels et obtention de privilèges d'une institution qu'il gère.

## Décès
Omar Jazouli décède dans la nuit du samedi 31 juillet 2021 à l'âge de 81 ans à Marrakech à la suite de sa contamination au Covid-19 lors d'un voyage à l'étranger pendant la pandémie,,.